# Собоу (футбольний клуб)
Собоу Футбал Клаб або просто «Собоу» (англ. Sobou Football Club) — футбольний клуб з міста Лае, в Папуа Новій Гвінеї. Команда була заснована в 80-их роках XX століття.

## Досягнення
- Національний чемпіоншип Папуа Нової Гвінеї з футболу
  -  Чемпіон (5): 2001, 2002, 2003, 2004, 2005

- Підсумковий чемпіоншип Папуа Нової Гвінеї з футболу
  -  Чемпіон (5): 2001, 2002, 2003, 2004, 2005

## Відомі гравці
- Девід Ауа